# Kastell Altenstadt
Das Kastell Altenstadt war ein römisches Kastell an der Wetteraulinie des Obergermanisch-Rätischen Limes. Es befand sich im heutigen Altenstadt im Wetteraukreis und diente einer relativ kleinen römischen Truppeneinheit, vermutlich einem Numerus, als Garnison. Diese dürfte den Auftrag gehabt haben, eine bedeutende Wegstrecke zu kontrollieren, die im Altenstädter Gebiet die Reichsgrenze überquerte. Das Militärlager bestand von der Einrichtung des Wetteraulimes im späten 1. und frühen 2. Jahrhundert n. Chr. bis zur Aufgabe der Limesgrenze um 260 n. Chr. Von der Anlage ist heute nichts mehr sichtbar.

## Lage
Die Kastellanlagen befanden sich im Südwesten der Ortschaft im Bereich der Frankfurter Straße und der Vogelsbergstraße (Bundesstraße 521). Südlich der Ortschaft fließt die Nidder, vom Vogelsberg kommend, in Richtung der südlichen Wetterau vorbei. Oberirdisch ist von den Kastellen nichts mehr sichtbar und der größte Teil überbaut. Einzig der gekrümmte Verlauf der Frankfurter Straße lässt noch die Südostecke des Steinkastells erahnen. Die Kastellanlagen wurden aus zwei Gründen errichtet. Sie hatten die Aufgaben, einen vorrömischen Weg zu kontrollieren, der am Kastell vorbei in Richtung Fulda entlang des Vogelsbergs verlief. Außerdem wurde von hier der nahe gelegene Glauberg überwacht, auf dem zur Zeit des Limes offensichtlich keine Besiedlung durch die Römer geduldet wurde.

## Erforschung

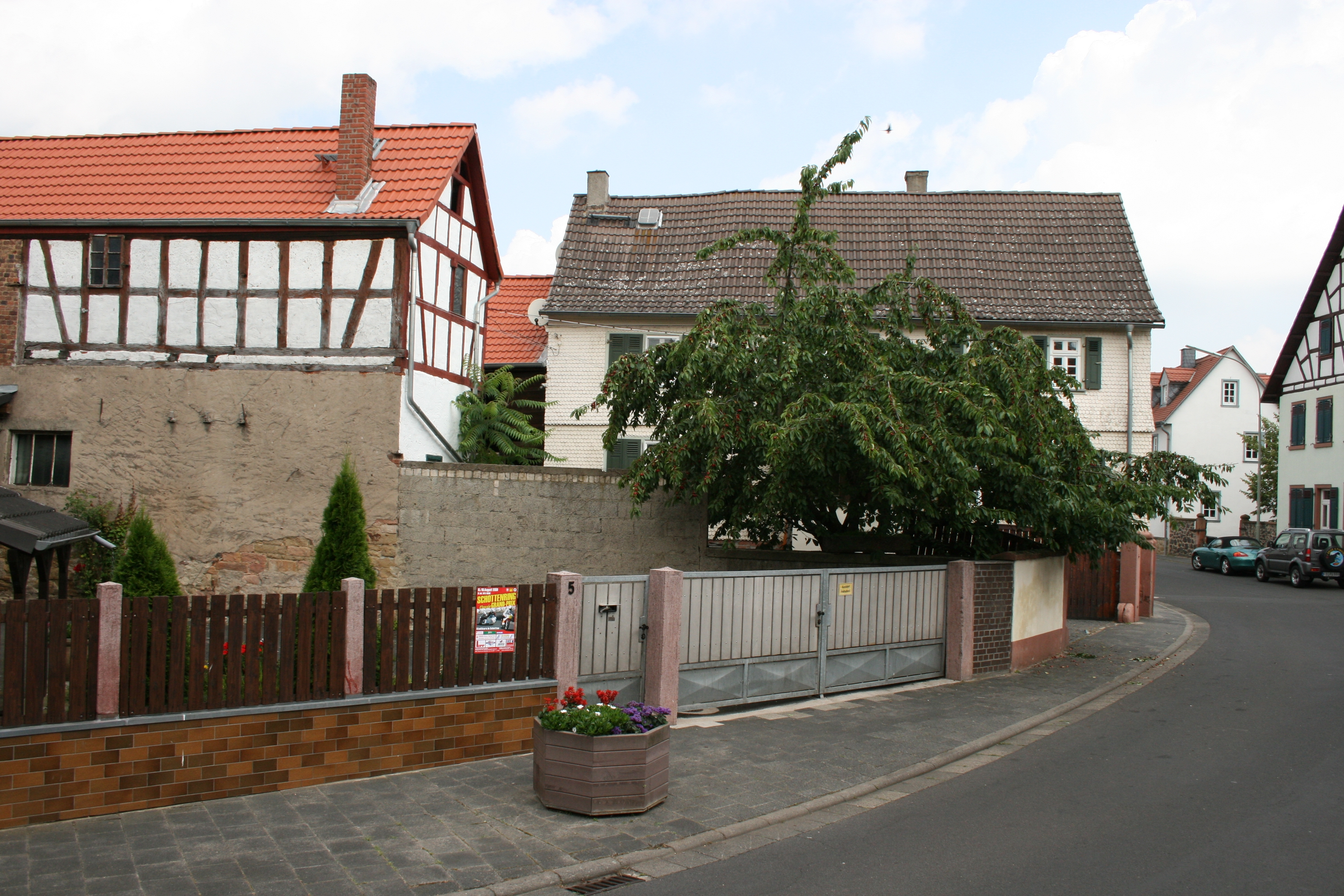
Vom Kastell ist oberirdisch nichts mehr zu sehen. Einzig diese Kurve im Verlauf der Frankfurter Straße markiert die abgerundete Südostecke.

Schon im Jahr 1603 wurde eine bedeutende Inschrift in Altenstadt gefunden. Entdeckt und erstmalig archäologisch untersucht wurde das Kastell Altenstadt durch Friedrich Kofler bei seinen Forschungen am Wetteraulimes 1884 bis 1887; weitere Ausgrabungen fanden durch die Reichs-Limeskommission in den Jahren 1907 und 1911 statt. Während diese Grabungen im Wesentlichen das Steinkastell der letzten Bauperioden 5 und 6 nachwiesen, folgten größere Untersuchungen unter Leitung des Saalburgmuseums 1955, 1956 und 1959.
Zwar konnten auch diese Ausgrabungen nur Ausschnitte der Kastellumwehrung in einigen Bereichen untersuchen, es gelang jedoch, die einzelnen Bauperioden einer recht komplizierten Abfolge aufzuklären. Der damalige Direktor des Saalburgmuseums Hans Schönberger konnte damit aufzeigen, wie sich das Kastell von einer kleinen Schanze zu einem Numeruskastell entwickelt hat.
Von der Innenbebauung konnten nur wenige Teile freigelegt werden, die größtenteils den Perioden 4 und 5 zugerechnet werden. Dazu gehören Teile der nach Süden gerichteten principia (Stabsgebäude), einen hypokaustierten Raum, der aufgrund seiner Lage als Teil des praetoriums gedeutet wird, sowie einige Teile von Mannschaftsbaracken westlich davon.
Das Kastellbad der letzten Ausbauphase wurde nicht gefunden. Es wurde im Bereich des Bahnhofs vermutet, wo man bei Ausschachtungsarbeiten 1905 Reste von Ziegeln und Estrich beobachtet hat. Ebenso sind das umgebende Kastelldorf sowie die Gräberfelder weitgehend unerforscht und durch Überbauung wahrscheinlich auch größtenteils verloren.

## Baugeschichte

### Periode 1

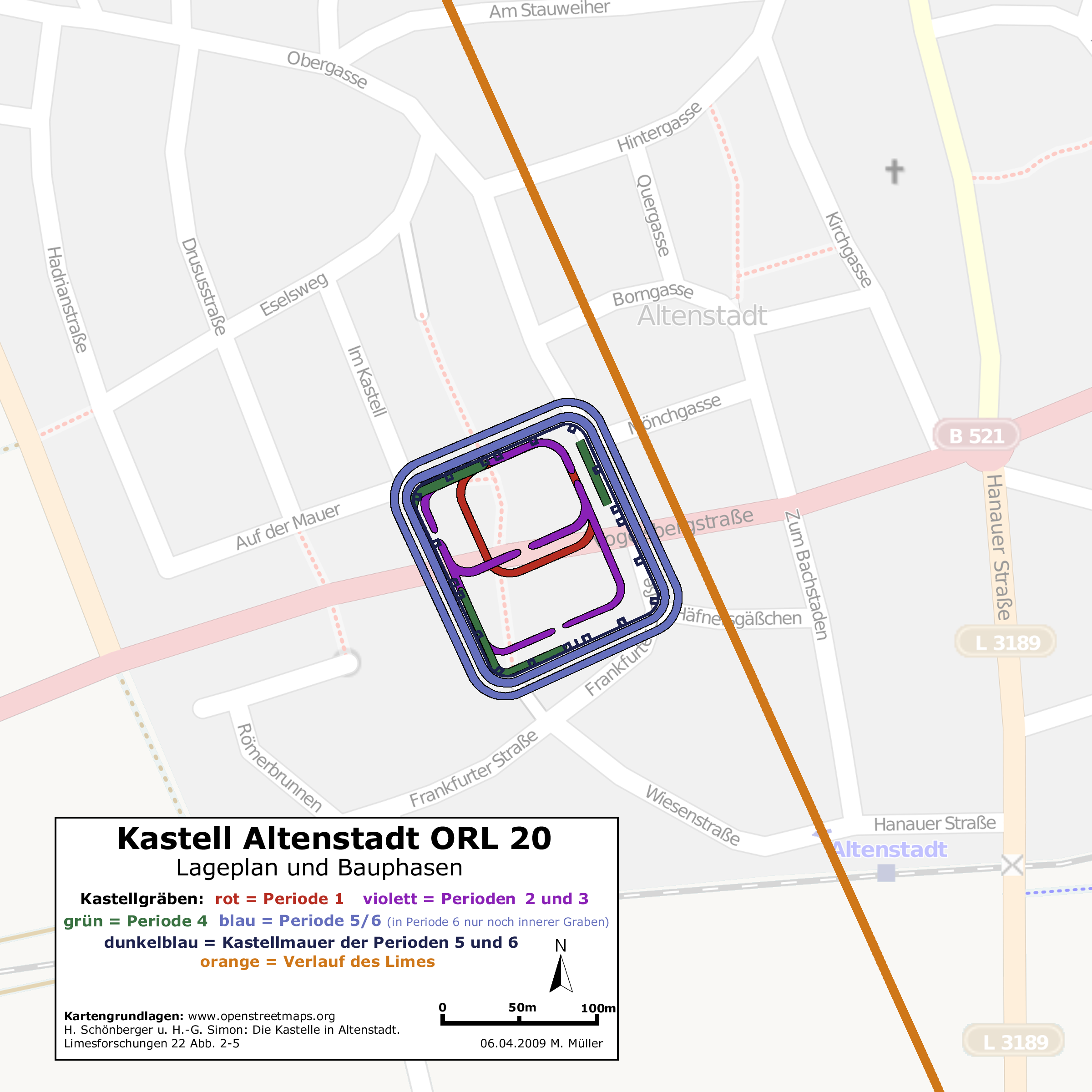
Lage- und Phasenplan. Rot Periode 1; violett Perioden 2/3; grün Periode 4; blau Perioden 5/6

Der früheste fassbare Kastellbau war eine Schanze auf quadratischer Grundfläche (69,5 m) und mit einem Innenraum von 0,3 ha. In der Nordwestecke konnten vier Pfostenstandspuren eines Turmes dokumentiert werden. Nach Schönberger ist dieser früheste Kastellbau bereits in die Zeit des Kaisers Domitian (regierte 81–96 n. Chr.) zu datieren. Anfangs nahm er an, dass die Errichtung der Anlage mit den Kriegen Domitians gegen den germanischen Stamm der Chatten (83–85 n. Chr.) zusammenhänge. Später tendierte Schönberger eher zu einer Datierung in die späteren Regierungsjahre des Kaisers, da er annahm, der Aufstand des Lucius Antonius Saturninus in den Jahren 88/89 n. Chr. hätte sonst Spuren im archäologischen Befund hinterlassen. Hinsichtlich der Funktion der Periode 1 ließ er offen, ob es sich bei dieser Schanze um eine vorgeschobene, temporäre Anlage oder schon um eine reguläre Einrichtung des Limes handelt. Funde von zwei ähnlichen Kleinkastellen bei Hanau-Mittelbuchen in neuerer Zeit haben die bereits von Georg Wolff vermutete These einer früheren Limeslinie von Ober-Florstadt über Heldenbergen nach Hanau-Salisberg erhärtet, was bedeuten könnte, dass der Limes zunächst noch weiter westlich verlief als die spätere, sicher bekannte Limeslinie, zu der auch das Kastell Altenstadt gehört.

### Perioden 2 und 3
Möglicherweise um 110 n. Chr. wurde nach Auflassung der Schanze ein langrechteckiges Kleinkastell (92,5 × 58,5 m; 0,35 ha) mit Holz-Erde-Umwehrung gebaut. Wiederum fanden sich vier Pfostenstandspuren eines Turms im Nordwesten; außerdem wurden möglicherweise Spuren einer Mannschaftsunterkunft freigelegt. Dieses Kleinkastell (Periode 2) wurde später (Periode 3) durch einen Annex nach Süden erweitert (112,5 × 92,5 m; 0,8 ha). Innerhalb des Annexes wurde ein Badegebäude freigelegt. Die Ziegelfunde datieren es in die Regierungszeit des Kaisers Trajan (98–117 n. Chr.). Vermutlich wurde es gleichzeitig mit der Umwehrung der Periode 2 errichtet und befand sich demnach bis zur Erweiterung des Kastells (Periode 3) außerhalb des Lagers, wie es am Limes allgemein üblich war. Ob das Badegebäude mit der Erweiterung in Periode 3 in das Kastell mit einbezogen wurde oder ob man das Gebäude anderweitig weiternutzte und eine neue Badeanlage außerhalb des erweiterten Militärlagers errichtete, ist nicht geklärt.

### Periode 4

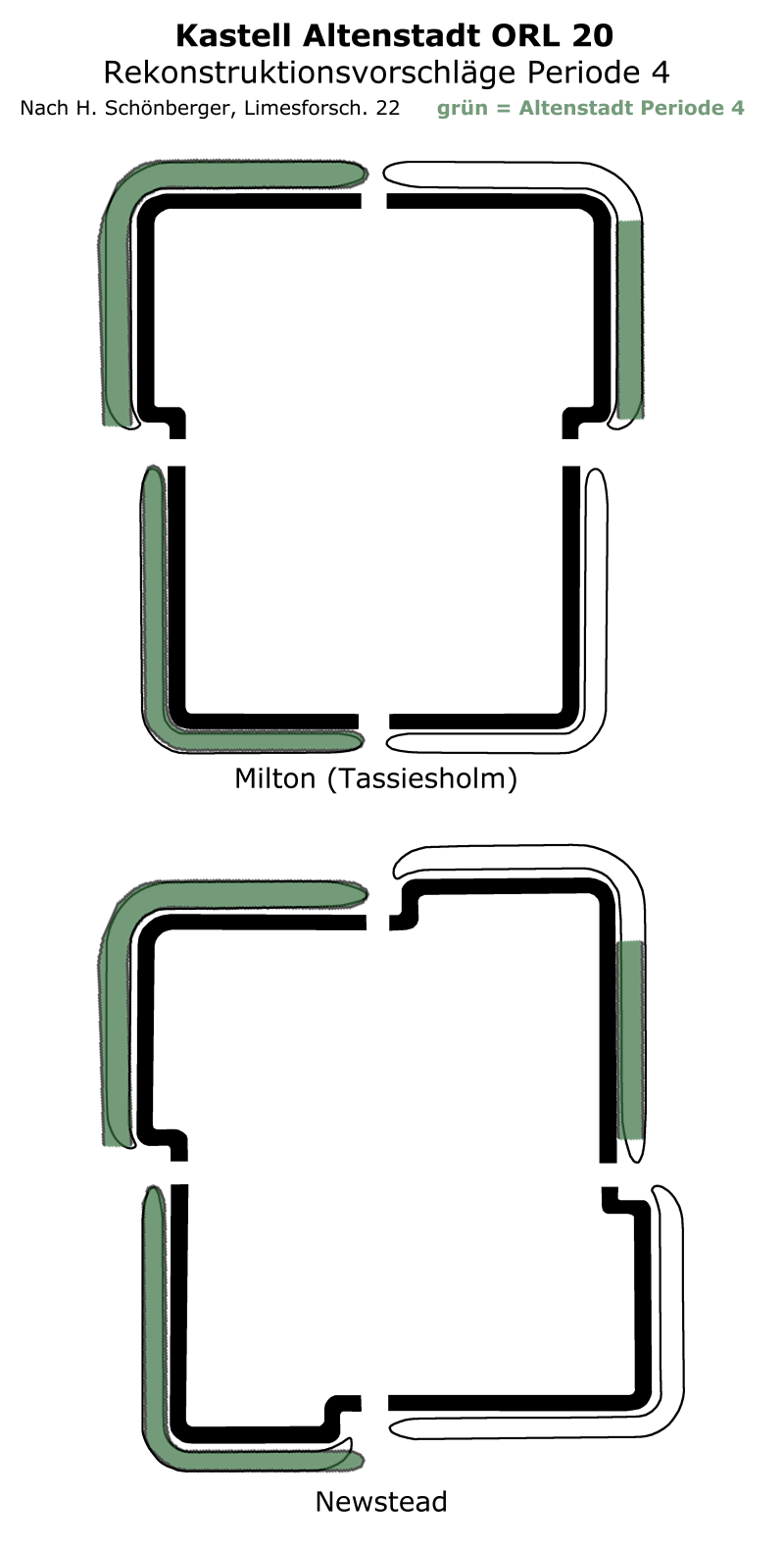
Rekonstruktionsvorschläge der Periode 4 im Vergleich mit Kastellen in Britannien (nach H. Schönberger 1983)

Wohl um 135 n. Chr. wurde das Kastell der Phase 3 aufgelassen und ein Kastell für eine selbstständige Einheit, wahrscheinlich einen numerus, neu gebaut. Das Kastell erhielt eine 3,6 Meter breite Rasensodenmauer. Die genauen Ausmaße sind unklar, da sich die freigelegten Baustrukturen dieser Periode nicht sicher zu einem Umriss ergänzen ließen, die bekannten Teile der Umwehrung lassen jedoch eine Größe von mehr als 1 ha erschließen. Die Form der Umwehrung gab den Forschern ebenfalls Rätsel auf. Sie enthielt nämlich offensichtlich vorspringende Ecken an den Toren. Auf dem europäischen Festland gibt es dazu keine Parallele. Der Grundriss kann lediglich mit einigen Anlagen in Großbritannien verglichen werden. Von der Innenbebauung fanden sich Teile des Stabsgebäudes (principia), ein Vorratsgebäude mit Holzkeller und Spuren einer Mannschaftsbaracke. Die beheizten Räume des früheren Kastellbades aus Periode 2/3 könnten in das Kommandantenwohnhaus (praetorium) integriert worden sein.

### Perioden 5 und 6
Das Kastell der Periode 4 wurde wahrscheinlich um 150 n. Chr. planiert und durch den Neubau eines Steinkastells mit zwei umlaufenden Spitzgräben, vier Toren, Eck- und Zwischentürmen (132 × 114 m; 1,3 ha) ersetzt. Dies steht wohl im Zusammenhang mit einem größeren Bauprogramm am Limes unter Kaiser Antoninus Pius (regierte 138–161 n. Chr.), in dessen Rahmen zahlreiche Kastelle an den Reichsgrenzen in Steinbauweise ausgebaut wurden. Von der Innenbebauung sind wiederum das Stabsgebäude und das Kommandantenwohnhaus in Teilen freigelegt worden, außerdem der Rest einer Mannschaftsbaracke, ein Wasserbecken von 9 Metern Länge sowie zwei Gebäude unbekannter Funktion. Die Pfostengruben dieser Bauten waren allerdings mit verbranntem Baumaterial verfüllt. Daraus lässt sich schließen, dass die freigelegten Gebäudestrukturen nicht gleich zu Beginn der Periode 5 errichtet wurden, sondern dass vorher an vermutlich gleicher Stelle Vorgängerbauten standen, die bei einem Brand zerstört wurden. Dieses Brandereignis lässt sich durch einige Fundkomplexe in die Zeit um die 160er Jahre datieren, weshalb Schönberger einen Zusammenhang mit germanischen Überfällen ins Limesgebiet in Erwägung zieht, von denen die schriftlichen Quellen für die Jahre 162 und 170 n. Chr. berichten.
Die Bauperiode 6 besteht lediglich in der Auflassung des äußeren Grabens sowie Reparaturen an Mauern und Türmen. Sie ist nicht genau zu datieren, dürfte jedoch aufgrund paralleler Beobachtungen an anderen Kastellen (Künzing und Öhringen) in die Zeit um die Wende vom 2. zum 3. Jahrhundert gehören. Aus der daraus folgenden Zeit stammen einige Gruben, die mit verbranntem Gebäudeschutt verfüllt waren. Die darin enthaltene Keramik datiert in die ersten Jahrzehnte des 3. Jahrhunderts, sodass ein Zusammenhang der Zerstörungen mit den Ereignissen des Jahres 233 naheliegt. Damals durchbrachen germanische Gruppen den Limes und richteten zumindest in der Wetterau größere Zerstörungen an. Das Kastell Altenstadt wurde danach wieder aufgebaut; es sind aus dieser Zeit aber nur einige Mauerzüge des Stabsgebäudes und zweier nicht identifizierbarer Bauten sowie vereinzelte Gruben und Gräbchen bekannt.

## Funde

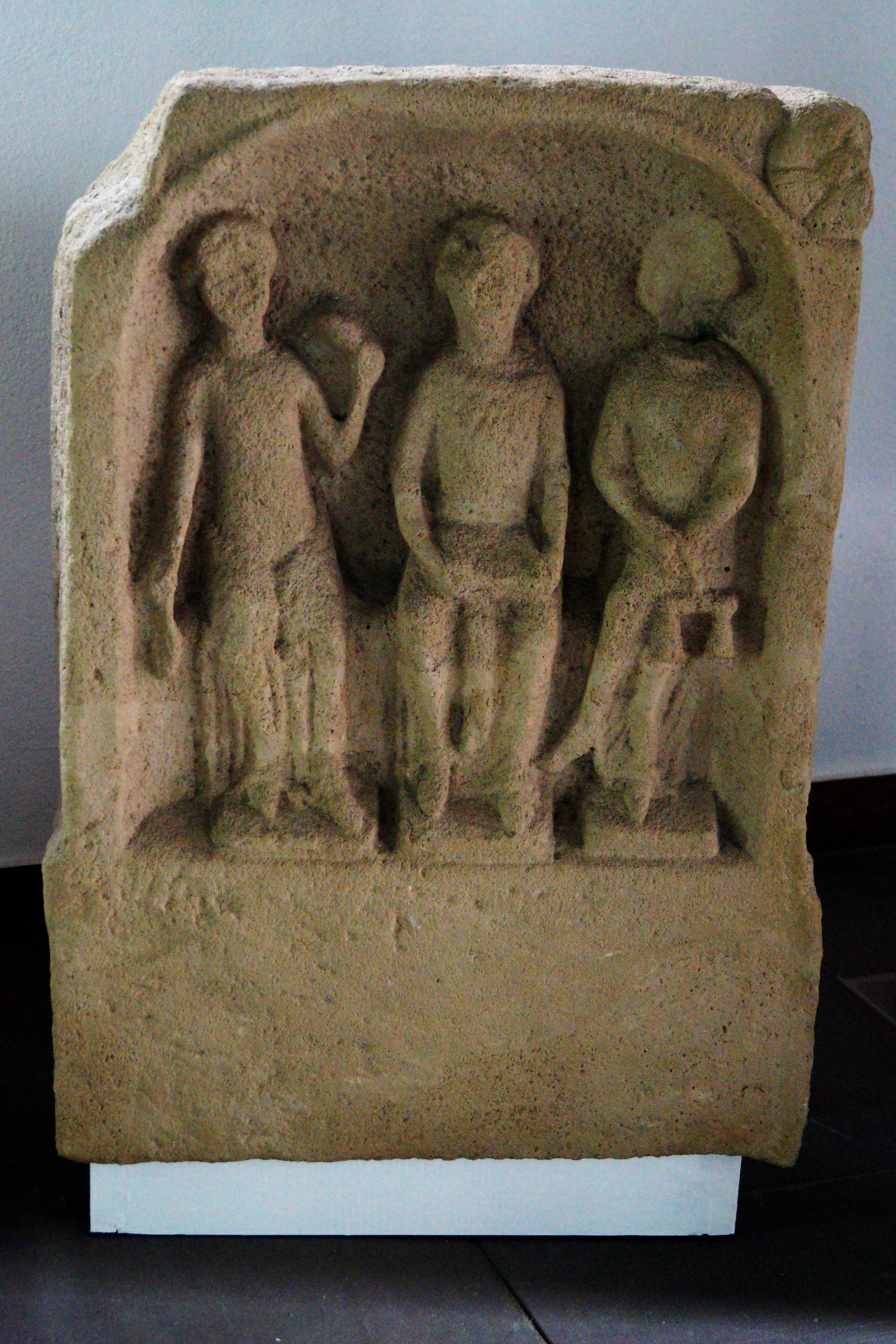
Matronenrelief aus Altenstadt, heute im Heuson-Museum in Büdingen

Die frühesten Funde, die Schönberger für eine Datierung der Periode 1 in domitianische Zeit anführt, sind wenige Stücke südgallische Terra Sigillata sowie Ziegelstempel der Legio XIIII Gemina. Die Funde lassen eine genaue Identifizierung der hier stationierten Truppe nicht zu, so dass diese unbekannt bleibt. Durch ein Graffito erfahren wir lediglich, dass sie in Centurien unterteilt war. Die wenigen Militaria-Funde, vorwiegend Lanzenspitzen sowie ein herzförmiges Ortband aus Bronze, lassen ebenso wenig wie die Graffiti Unterschiede in Bewaffnung oder Herkunft der Truppe vermuten. Im nordwestlichen Eckturm des Kastells wurde eine Reihe von Steinkugeln gefunden, die zwischen 3 und 24 Kilogramm wogen und vermutlich bei der Aufgabe des Lagers dort zurückgelassen wurden.
1971 fand man in einem Brunnen Bruchstücke einer Weihinschrift aus Sandstein. Forschungsgeschichtlich wird Altenstadt aufgrund der mittelkaiserzeitlichen Grobkeramik-Typologie zitiert, die unter anderem ein breites Spektrum römischer Reibschüsseln enthält. Die Münzreihe endet verhältnismäßig früh mit Severus Alexander. Eine weitere Belegung wird aber aus der Inschrift von 242 n. Chr. deutlich sowie aus Funden später Terra Sigillata aus Rheinzabern (Tabernae).

### Der Inschriftenfund CIL 13, 7424 und seine Bedeutung
Der wohl historisch bedeutsamste Fund besteht in dem erwähnten Inschriftenfund von 1603. Dieser wurde in einem Brunnen gefunden und datiert durch die Nennung der amtierenden Konsuln auf das Jahr 242 n. Chr.
| lateinischer Text                                                                                                  | Übersetzung |
| --- | --- |
| IN H(onorem) D(omus) D(ivinae) GENIO COLLEGI(i) IVVENTVTIS CONS(ecratur) ATT(ico) ET PR(a)E TEXTATO CO(n)S(ulibus) | Zu Ehren des göttlichen Kaiserhauses dem Genius des collegium iuventutis (eine Art „Jungmannschaft“ oder Bürgermiliz) geweiht als Atticus und Prae- textatus Konsuln waren. |

Die Inschrift ist von besonderem Interesse, um die Zusammenhänge zu verstehen, die zum Nichtfunktionieren oder Untergang des Limessystems geführt haben (sogenannter Limesfall). Ähnlich wie es auch an den Befestigungen der meisten Civitas-Hauptorte dieser Zeit abzulesen ist, scheinen die Provinzbewohner mit Maßnahmen in Eigenregie auf die Krise des 3. Jahrhunderts und den mangelnden Schutz des Staates reagiert zu haben. Ähnliche Inschriftenfunde sind aus Pannonien und Öhringen bekannt.

## Limesverlauf vom Kastell Altenstadt bis zum Kleinkastell Auf dem Buchkopf

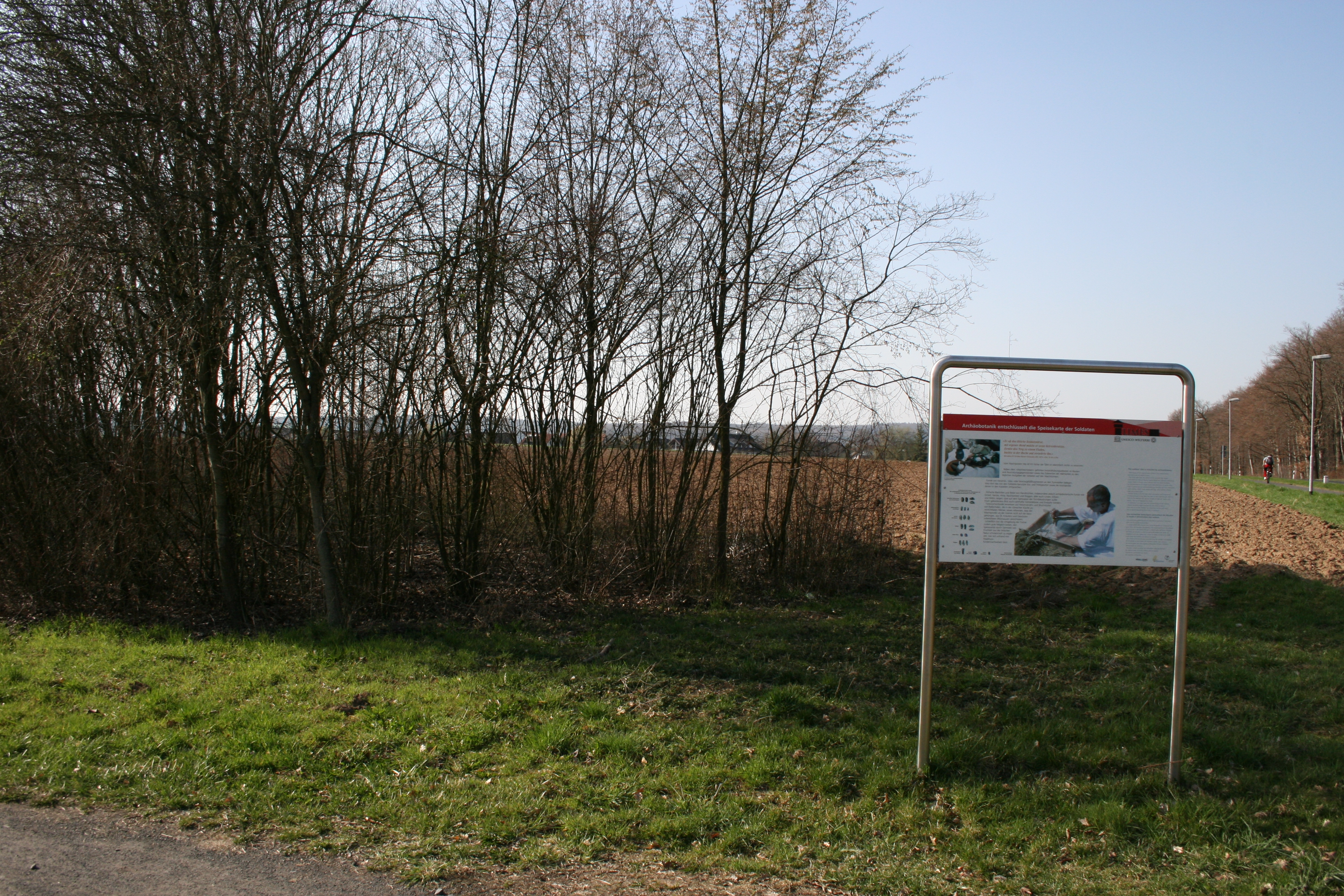
Wachposten 4/101 südöstlich von Altenstadt. Situation 2009 am vermuteten Standort. Eine Tafel informiert über die Möglichkeiten der Archäobotanik.

Der Limes verläuft südöstlich von Altenstadt durch landwirtschaftlich genutztes Gebiet und die Ortschaft Oberau und ist nicht sichtbar. Erst kurz vor dem Kleinkastell „Auf dem Buchkopf“ befindet er sich wieder in bewaldetem, ansteigenden Gelände und ist gut zu erkennen. Südlich des Kleinkastells erreicht er einen der besten Erhaltungszustände am Wetterau-Limes insgesamt. Die Wachposten 4/99, 4/100 und 4/101 sind allesamt von der Reichs-Limeskommission aufgrund des zu vermutenden Turmabstands angenommen worden, 4/99 wegen der Entfernung von 830 m zwischen dem Übergang über das Flüsschen Nidder und dem Kastell. Aus dem gleichen Grund wurde südlich auch noch ein Wp 4/101a eingefügt, für den aber ebenfalls keine Grabungsergebnisse vorliegen. Am zu vermutenden Standort des Wp 4/101 nahe der Kreuzung L 3189 / K 232 wurde eine Schautafel aufgestellt, die über archäobotanische Funde informiert.

## Denkmalschutz
Das Kastell und die erwähnten Anlagen sind als Teil des Obergermanisch-Rätischen Limes seit 2005 Teil des UNESCO-Welterbes. Außerdem sind es Bodendenkmäler nach dem Hessischen Denkmalschutzgesetz. Nachforschungen und gezieltes Sammeln von Funden sind genehmigungspflichtig, Zufallsfunde an die Denkmalbehörden zu melden.